# Кубок Полінезії з футболу 2000
Кубок Полінезії 2000 був третім і останнім розіграшем Кубка Полінезії, він також виконував функції відбіркового турніру Кубка націй ОФК 2000 року в зоні Полінезії. Турнір пройшов на Таїті з 6 по 14 червня 2000 року.

## Результати

### Таблиця
| Команда            | І | В | Н | П | ГЗ | ГП | О  |
| ------------------ | - | - | - | - | -- | -- | -- |
| Таїті              | 4 | 4 | 0 | 0 | 30 | 2  | 12 |
| Острови Кука       | 4 | 3 | 0 | 1 | 8  | 5  | 9  |
| Самоа              | 4 | 2 | 0 | 2 | 13 | 6  | 6  |
| Тонга              | 4 | 1 | 0 | 3 | 4  | 15 | 3  |
| Американське Самоа | 4 | 0 | 0 | 4 | 2  | 29 | 0  |

### Матчі
| 6 червня 2000 |

| Тонга | 0-4 | Самоа |
| ----- | --- | ----- |
|       |     |       |

| «Парануу», Папеете |

| 6 червня 2000 |

| Таїті | 18-0 | Американське Самоа |
| ----- | ---- | ------------------ |
|       |      |                    |

| «Парануу», Папеете |

| 8 червня 2000 |

| Таїті | 2-1 | Самоа |
| ----- | --- | ----- |
|       |     |       |

| «Парануу», Папеете |

| 8 червня 2000 |

| Острови Кука                     | 2-1 | Тонга        |
| -------------------------------- | --- | ------------ |
| Джордж Мані 32' Нікі Те Міха 91' |     | ? 65' (пен.) |

| «Парануу», Папеете |

| 10 червня 2000 |

| Таїті | 8-1 | Тонга |
| ----- | --- | ----- |
|       |     |       |

| «Парануу», Папеете |

| 10 червня 2000 |

| Острови Кука                              | 3-0 | Американське Самоа |
| ----------------------------------------- | --- | ------------------ |
| Іне Мані Марк Джеміесон Едді Дроллетт 90' |     |                    |

| «Парануу», Папеете |

| 12 червня 2000 |

| Самоа | 6-1 | Американське Самоа |
| ----- | --- | ------------------ |
|       |     |                    |

| «Парануу», Папеете |

| 12 червня 2000 |

| Таїті | 2-0 | Острови Кука |
| ----- | --- | ------------ |
|       |     |              |

| «Парануу», Папеете |

| 14 червня 2000 |

| Тонга | 2-1 | Американське Самоа |
| ----- | --- | ------------------ |
|       |     |                    |

| «Парануу», Папеете |

| 14 червня 2000 |

| Острови Кука | 3-2 | Самоа |
| ------------ | --- | ----- |
|              |     |       |

| «Парануу», Папеете |

 Таїті і  Острови Кука отримали путівки у фінальний турнір Кубка націй ОФК 2000 року.